# Mikołaj Rozanow
Mikołaj Rozanow (ur. 3 marca?/15 marca 1898 w Petersburgu, zm. 31 grudnia 1977 w Częstochowie) – polski inżynier i urzędnik, oficer Wojska Polskiego i Polskich Sił Zbrojnych, badacz Polesia.

## Życiorys
Urodził się 15 marca 1898 roku w Petersburgu, w rodzinie gen. Tymoteusza Rozanowa i Teodozji z Gładkowskich. W latach 1908−1915 kształcił się w Korpusie Kadetów w Pskowie, a następnie w Wyższej Wojskowej Szkole Inżynieryjnej w Petersburgu. W 1916 roku został wcielony do Gwardyjskiego Pułku Saperów i służył jako porucznik, dowódca kompanii budowlanej pułku. W marcu 1918 roku zdezerterował i dostał się do Wilna, w którym w październiku wstąpił do Samoobrony Litwy i Białorusi. W styczniu następnego roku wstąpił do Wojska Polskiego i trafił do 13 pułku ułanów. Od grudnia 1920 roku zajmował jedno z kierowniczych stanowisk w warsztatach artylerii Frontu Litewsko-Białoruskiego w Wilnie.
Został zweryfikowany w stopniu porucznika ze starszeństwem z 1 czerwca 1919 roku w korpusie oficerów rezerwowych inżynierii i saperów. W 1934 roku, jako oficer rezerwy pozostawał w ewidencji Powiatowej Komendy Uzupełnień Prużana. Posiadał przydział w rezerwie do 6 Batalionu Saperów w Brześciu nad Bugiem.
Po zakończeniu wojny osiadł w Prużanie i podjął pracę w starostwie powiatowym. Był kierownikiem oddziału drogowego Sejmiku Wydziału Powiatowego w Prużanie. W wolnym czasie zajmował się badaniami regionu, które zebrał w 1935 roku w publikacji Powiat prużański. Szkic historyczny. Praca obejmuje studium historyczne, zagadnienia socjologiczne, opisy grup etnicznych Polesia, zasiedlenia wsi, majątków ziemskich i miast od XVI wieku, stosunki własnościowe dóbr ziemskich i zmiany tych własności. W publikacji wykorzystano rzadki wówczas opis danych statystycznych w oparciu o dane procentowe i tabele. W aneksie umieszczono reprinty kilku dawnych przywilejów. Praca ta kilkadziesiąt lat po napisaniu, już po upadku ZSRR, jest uznawana za jedną z podstawowych pozycji w badaniach Polesia.
27 sierpnia 1939 roku został zmobilizowany i przydzielony do Dowództwa Fortyfikacji w Baranowiczach, a 18 września jego oddział przekroczył granicę Litwy i został tam internowany. Zbiegł z obozu i przez Szwecję dotarł do Francji, gdzie w listopadzie 1939 roku wstąpił do tworzących się tam służb saperskich Polskich Sił Zbrojnych. Wkrótce potem został adiutantem gen. Tadeusza Kossakowskiego i tłumaczem z języka angielskiego. Po klęsce Francji został ewakuowany do Wielkiej Brytanii i początkowo służył w I Korpusie Polskim, a od 1942 roku w 2 Korpusie Polskim.
W 1946 roku wrócił do Wielkiej Brytanii i ukończył anglistykę na Uniwersytecie w Cambridge. W 1949 roku wrócił do Polski i osiadł w Częstochowie, gdzie od 1945 roku mieszkała jego rodzina, i zaczął pracować jako inżynier budowlany, uczył także języka angielskiego. Był współzałożycielem Częstochowskiej Spółdzielni Mieszkaniowej „Nasza Praca”.
Zmarł 31 grudnia 1977 roku w Częstochowie i został pochowany na Cmentarzu Kule (sektor 18-8-3).

## Ordery i odznaczenia
- Srebrny Krzyż Zasługi (4 maja 1929)[5]
- Medal Pamiątkowy za Wojnę 1918–1921
- Srebrny Wawrzyn Akademicki (4 listopada 1937)[7]
- Odznaka „Zasłużony w Rozwoju Województwa Katowickiego”[3]

## Życie prywatne
Od 1924 roku żonaty z Pauliną z Pacewiczów (ok. 1897−1989), para miała córkę Zofię Paulinę (1930−2015) i syna Sławomira Macieja (ur. 1932).